# Steinkirchen (Wassenberg)
Steinkirchen is een plaats in de Duitse gemeente Wassenberg, deelstaat Noordrijn-Westfalen.

## Bezienswaardigheden
- De Sint-Martinuskerk met laatgotische toren (15e of 16e eeuw). Het huidige schip kwam in 1874 gereed na strubbelingen met de bewoners van Effeld, die de kerk in hun dorp wilden hebben, maar tot 1910 moesten wachten.

## Natuur en landschap
Steinkirchen ligt in het dal van de Roer, op een hoogte van ongeveer 32 meter. In het oosten stroomt nog de Birgeler Bach.

## Nabijgelegen kernen
Effeld, Ophoven, Karken
Kreis Heinsberg · Regierungsbezirk Keulen · Noordrijn-Westfalen